# The Albums
The Albums je box set všech studiových alb švédské skupiny ABBA, vydaný v listopadu 2008 u labelu Universal Music. Obsahuje devět kompaktních disků. Prvních osm představuje původní studiová alba, v podobě v jaké byla vydána mezi lety 1973 až 1981, deváté je pak složeno ze singlů stran A, které se nikdy neobjevily na původních deskách a několik skladeb ze stran B, nahraných a vydaných v letech 1972 až 1982. Neobsahuje žádné bonusy.
Tento box set byl vydán v roce 2008 po uvedení filmu Mamma Mia! a jeho soundtracku, pouze tři roky po uvolnění předešlého box setu The Complete Studio Recordings, na kterém bylo devět CD a dvě DVD. The Albums obsahuje 99 skladeb na devíti discích. Verze na iTunes má další skladby, fakticky se jedná o desátý disk, který obsahuje jedenáct raritních písní a verzí.

## Seznam skladeb

### CD 1

#### Ring Ring(1973)
1. Ring Ring
2. Another Town, Another Train
3. Disillusion
4. People Need Love
5. I Saw It In The Mirror
6. Nina, Pretty Ballerina
7. Love Isn't Easy (But It Sure Is Hard Enough)
8. Me And Bobby And Bobby’s Brother
9. He Is Your Brother
10. She's My Kind of Girl
11. I Am Just A Girl
12. Rock'n Roll Band

### CD 2

#### Waterloo(1974)
1. Waterloo
2. Sitting In The Palmtree
3. King Kong Song
4. Hasta Mañana
5. My Mama Said
6. Dance (While The Music Still Goes On)
7. Honey, Honey
8. Watch Out
9. What About Livingstone?
10. Gonna Sing You My Lovesong
11. Suzy-Hang-Around

### CD 3

#### ABBA(1975)
1. Mamma Mia
2. Hey, Hey Helen
3. Tropical Loveland
4. SOS
5. Man In The Middle
6. Bang-A-Boomerang
7. I Do, I Do, I Do, I Do, I Do
8. Rock Me
9. Intermezzo č. 1
10. I've Been Waiting For You
11. So Long

### CD 4

#### Arrival(1976)
1. When I Kissed the Teacher
2. Dancing Queen
3. My Love, My Life
4. Dum Dum Diddle
5. Knowing Me, Knowing You
6. Money, Money, Money
7. That's Me
8. Why Did It Have To Be Me?
9. Tiger
10. Arrival

### CD 5

#### ABBA–The Album(1977)
1. Eagle
2. Take a Chance on Me
3. One Man, One Woman
4. The Name of the Game
5. Move On
6. Hole In Your Soul

The Girl With The Golden Hair – 3 scény z minimuzikálu
1. Thank You for the Music
2. I Wonder (Departure)
3. I'm A Marionette

### CD 6

#### Voulez-Vous(1979)
1. As Good As New
2. Voulez-Vous
3. I Have A Dream
4. Angeleyes
5. The King Has Lost His Crown
6. Does Your Mother Know
7. If It Wasn’t For The Nights
8. Chiquitita
9. Lovers (Live A Little Longer)
10. Kisses of Fire

### CD 7

#### Super Trouper(1980)
1. Super Trouper
2. The Winner Takes It All
3. On and On and On
4. Andante, Andante
5. Me and I
6. Happy New Year
7. Our Last Summer
8. The Piper
9. Lay All Your Love On Me
10. The Way Old Friends Do

### CD 8

#### The Visitors(1981)
1. The Visitors
2. Head Over Heels
3. When All Is Said And Done
4. Soldiers
5. I Let The Music Speak
6. One of Us
7. Two For The Price Of One
8. Slipping Through My Fingers
9. Like An Angel Passing Through My Room

### CD 9

#### Bonusové skladby
1. Merry-Go-Round
2. Santa Rosa
3. Ring, Ring (Bara Du Slog En Signal)
4. Waterloo (švédská verze)
5. Fernando
6. Crazy World
7. Happy Hawaii
8. Summer Night City
9. Směs: Pick A Bale Of Cotton/On Top Of Old Smokey/Midnight Special
10. Lovelight
11. Gimme! Gimme! Gimme! (A Man After Midnight)
12. Elaine
13. Should I Laugh Or Cry
14. You Owe Me One
15. Cassandra
16. Under Attack
17. The Day Before You Came